# Данграюм
Данграюм (Танга Юмцо) (на китайски: 当惹雍错; на тибетски: དྭངས་རྭ་གཡུ་མཚོ) е солено безотточно езеро в Югозападен Китай, в Тибетския автономен регион с площ 836 km².
Езерото Данграюм е разположено в безотточна котловина в Тибетската планинска земя, в северното подножие на планината Трансхималаи (Гандисишан), на 4528 m н.в., между хребетите Тарго Гангри (на юг, 6582 m), Лаерцъякашан (на изток, 6072 m) и безименен хребет (на запад, 6033 m). Има удължена форма от север на юг с дължина 72 km и ширина до 19 km, като в средата ширината му е едва 3 km. Подхранва се основно от река Тарго Цангпо, която се влива в него от юг.